# 米夏埃尔·施密德 (赛艇运动员)
米夏埃尔·施密德（德語：Michael Schmid，1988年1月2日—），瑞士男子赛艇运动员。他曾代表瑞士参加世界赛艇锦标赛，获得一枚银牌。他也曾参加2016年夏季奥林匹克运动会。